# 디미트리 마틴

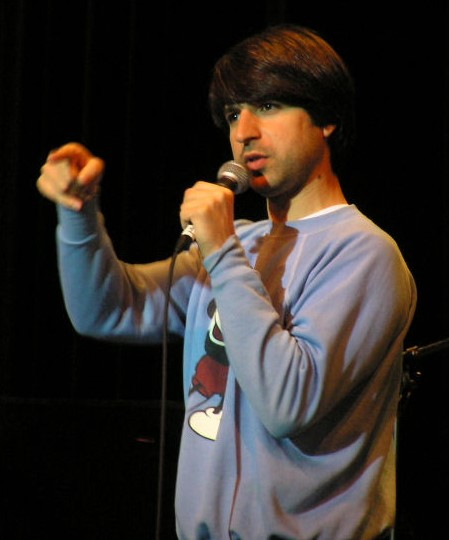

디미트리 마틴(Demetri Martin, 1973년 5월 25일 ~ )는 미국의 각본가, 영화배우, 텔레비전 배우, 성우이다.
뉴욕에서 태어났다.

## 영화
- 위 베어 베어스: 더 무비 (2020년) - 아이스 베어 역 (목소리)
- 딘 (2016년) - 딘 역
- 인 어 월드... (2013년) - 루이 역
- 컨테이젼 (2011년) - 박사 데이비드 아이젠 버그 역
- 포스트 그래드 (2009년)
- 페이퍼 하트 (2009년)
- 테이킹 우드스탁 (2009년)
- 록커 (2008년) - 킵 역
- 지미 키멜 라이브! (2003년) - 게스트 역
- 애널라이즈 댓 (2002년)
- 코미디 센트럴 프리젠트 (1998년)
- 더 데일리 쇼 위드 존 스튜어트 (1996년) - 게스트 역